# Deseta dalmatinska brigada NOVJ-a
Deseta dalmatinska udarna brigada (poznata kao Cetinska brigada), osnovana je 14. rujna 1943. godine pod imenom Cetinska brigada, ujedinjenjem Cetinskog NOP odrada i Kamešničke bojne. Dana 10. listopada ušla je u sastav 20. divizije NOVJ-a nakon čega je preimenovana u Desetu dalmatinsku brigadu.
Prve ratne sukobe imala je još u rujnu 1943. godine kada je, zajedno s Trećom dalmatinskom brigadom, vodila bitku protiv 7. bojne SS Prinz Eugen divizije, opkoljenog u Dicmu kod Sinja. Krajem prosinca, sudjelovala je u napadu na Vrliku, a pri napadu tri bojne iz 7. SS Prinz Eugen, 369. i 118. divizije na Kamenšnicu, povukla se poslije oštrih borbi, zajedno s Mosorskim NOP odredom, prema Prologu. U noćnom napadu s 27. na 28. svibnja 1944. godine na Aržano, razbila je 2. bojnu 6. ustaškog zdruga.
Dana 16. lipnja 1944. godina Glavni stožer (General štab) Hrvatske proglasio ju je udarnom brigadom.
U razdoblju od srpnja do kolovoza sudjelovala je u napadima 20. divizije na ustaške, domobranske, četničke i njemačke snage u Vrličkoj krajini i na Kosovu polju kod Knina. U obrani Vrlike, za vrijeme nacističko-ustaškog napada 31. srpnja, zatvarala je pravac od Drniša, gdje je kod sela Štikova, uspješnim manevrom u bok njemačke kolone zadržala neprijateljske snage, i omogućila organizirano povlačenje 8. i 9. brigade 20. divizije s Kozjaka ka Dinari.
10. dalmatinska udarna brigada vodila je, 20. – 25. rujna, borbe u Petrovom polju kod Drniša. U operacijama za oslobođenje Dalmacije, zajedno s 9. divizijom, oslobodila je u listopadu 1944. Aržano i Studenac, a potom u sastavu 20. divizije, sudjelovala je u uništenju ustaško-domobranske grupacije kod Dicma, koja se povlačila iz Sinja. To prilikom, oslobodila je Klis, Solin i Split, s dijelovima 26. dalmatinske divizije, da bi se potom istakla u oslobađanju Vrlike.
Brigada je sudjelovala, u razdoblju studeni-prosinac 1944. u kninskoj operaciji, tijekom koje je presjekla odstupnicu njemačkim i kolaboracionističkim snagama iz Knina. Sudjelovala je u ožujku i travnju 1945. godine i u završnim borbama Četvrte armije, u teškim borbama u istočnoj Lici, gdje se istaknula u oslobađanju Gospića, uništenju dvije njemačke bojne i Nedićevog Srpskog dobrovoljačkog korpusa i četnika na području Knežaka i Koritnice.
U akciji 20. divizije, oslobodila je u suradnji s 8. brigadom, Ilirsku Bistricu, Št. Peter i Bazovicu te je sudjelovala u završnim operacijama na području Trsta.